# محافظت از تس
محافظت از تس (به انگلیسی: Guarding Tess) فیلمی محصول سال ۱۹۹۴ و به کارگردانی هیو ویلسون است. در این فیلم بازیگرانی همچون شرلی مک‌لین، نیکلاس کیج، آستین پندلتن، ادوارد آلبر، جیمز ربهورن، ریچارد گریفیتس، جان روسلیوس، دیوید گراف، هری لنیکس، سوزان بلوممارت، دیل دای و جیمز هندی ایفای نقش کرده‌اند.